# Norges oljeindustri

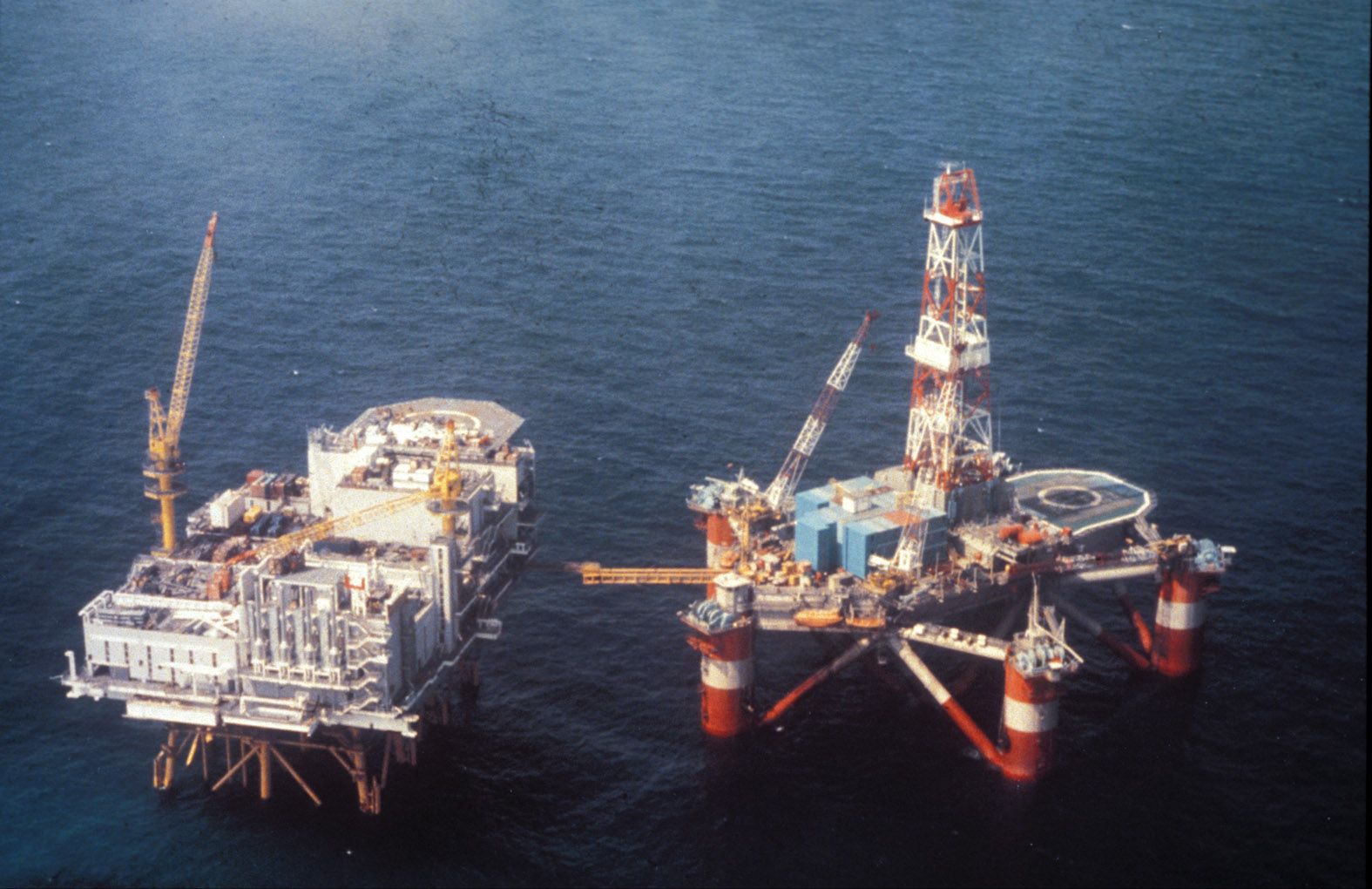
Alexander L Kielland (till höger) och Edda.

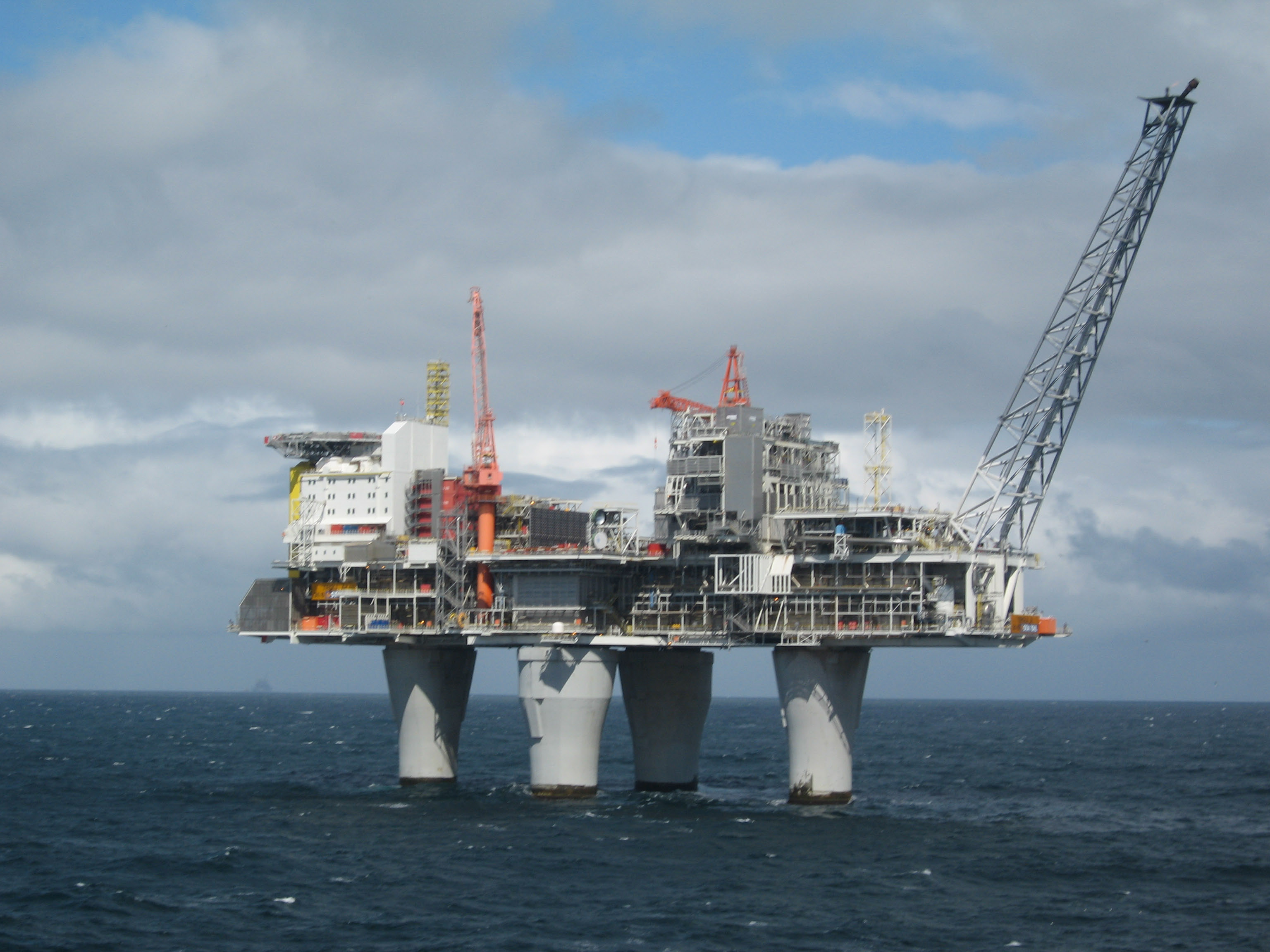
A-plattformen i oljefältet Troll.

Norges oljeindustri, i form av oljeutvinning, startade på 1960-talet.

## Historia
Fram till 1960-talet fanns en liten oljeindustri i Norge. Det fanns ett oljeraffinaderi, Vallø oljeraffineri, som drevs av Esso i Valløy utanför Tønsberg. Raffinaderiet var i bruk 1905–1993. Ett större raffinaderi i Slagentangen utanför Tønsberg startades 1961 av Esso.
1958 fastslog Norges geologiska utredning (NGU) att det inte kunde finnas kol, olja och gas under kontinentalsockeln. Norges utrikesdepartement hade bett om ett utlåtande i samband med en Genèvekonvention rörande havsrätt.
Utvinningen av olja i Norge började med att Phillips Petroleum började utvärdera geologin under Nordsjön 1962. Då hade naturgasfyndigheter hittats i Groningen i Nederländerna samt utanför Englands sydöstra kust. Phillips Petroleum bad de norska myndigheterna om att samla in seismisk information från havsområdena. 1963 följde en lag om den norska statens egendomsrätt till kontinentalsockeln och dess resurser. Den norska delen av Nordsjön delades in i 36 kvadrater där varje kvadrat delades in i tolv block. Varje block var på 500 kvadratkilometer.
Därmed gavs rätt till att leta efter och utvinna på och under havsbotten. 1966 startades provborrningar av Esso från borrplattformen Ocean Traveler. 1968 startade Phillips Petroleum sina provborrningar. Efter 38 borrningar hittades olja i större omfattning 1969 av riggen Ocean Viking som hyrdes av Phillips.
Med anledning av kraftigt stigande priser under oljekrisen 1973–1974 blev utvinning av olja i Nordsjön väldigt intressant. Även att man funnit olja i den närliggande brittiska sockeln bidrog till ytterligare sökande. Mobil Corporation var den ledande parten i detta arbete och efter påtryckningar från Shell och Esso på norska myndigheter i februari 1972 gav de i augusti 1973 tillåtelse att i block 33/9 och 33/12 bedriva utvinning. År 1974 upptäcktes stora fyndigheter av olja och gas i området Statfjord och två år senare den 16 juni 1976 godkändes utbyggnadsplanen och produktion av olja på platsen. Fältet var tidigare både Norges och Nordsjöns största.
1971 gick den första norskproducerade råoljan till raffineringen och landet blev självförsörjande 1975. 1972 grundade den norska staten Statoil och inrättade den statliga oljemyndigheten Oljedirektoratet. Stavanger hade då utvecklats till centrum för den norska oljeindustrin.
De äldsta delarna av oljeraffinaderiet Mongstad  byggdes i början av 1970-talet, då med en kapacitet av 6,5 miljoner ton per år.